# Drepanocaryum sewerzowii
Drepanocaryum es un género monotípico de plantas con flores perteneciente a la familia Lamiaceae. Su única especie: Drepanocaryum sewerzowii (Regel) Pojark., es originaria del centro y oeste de Asia donde se distribuye por Kirguistán, Turkmenistán, Tayikistán, Uzbekistán, Afganistán, Irán y  Pakistán. 

## Descripción
Es una planta anual con tallos que alcanzan un tamaño de 8-45 cm, ± erectos, generalmente ramificados, finamente pilosos eglandulares. Las hojas son de color verde o verde grisáceo, a veces teñidas de púrpura, de tamaño variable de hasta 30 x 25 mm, anchamente ovadas a oblongo-ovadas, con pelos eglandulares en ambas superficies, a veces con unos pocos glóbulos de aceite por debajo; con pecíolo en las hojas inferiores de hasta 25 mm. Las inflorescencias en cimas sueltas, pedunculadas con 4-10-flores. Con brácteas  de 2-2.5 mm, estrecho lineal. Pedicelos de hasta 5 mm. Cáliz de 6-7 mm, a menudo púrpura, ±  tubular, basalmente giboso. La corola lila-azul, malva o blanquecina, de 6-7 mm. El fruto en forma de núculas de 1 x 1,2 mm, pálido al marrón oscuro.

## Hábitat
Es una  especie inconfundible debido al cáliz basal oblicuo  y la forma de la núcula.  Por lo general se encuentran en lugares sombríos, debajo de piedras o arbustos, y pueden variar mucho en tamaño, dependiendo de su hábitat. Es una planta muy común en Afganistán.

## Taxonomía
Drepanocaryum sewerzowii fue descrita por (Regel) Pojark. y publicado en Flora URSS 20: 516, 228, pl. 14, f. 1. 1954.
Sinonimia
- Nepeta sewerzowii Regel, Trudy Imp. S.-Peterburgsk. Bot. Sada 4: 360 (1879).
- Glechoma sewerzowii (Regel) Kuntze, Revis. Gen. Pl. 2: 519 (1891).[1]